# Nova Geminorum 1903
DM Geminorum oder Nova Geminorum 1903 war eine Nova, die am 24. März 1903 vom britischen Astronom Herbert Hall Turner im Sternbild Zwillinge entdeckt wurde, und eine Helligkeit von 6 mag erreichte. Ihre Helligkeit nahm in 17 Tagen um 3 mag ab. Heute ist sie nur noch 16,5 mag hell.